# Grotzaagbaarzen
De grotzaagbaarzen (Dinopercidae) zijn een kleine familie van baarsachtige vissen, die uit slechts twee geslachten en twee soorten bestaat.
Ze worden aangetroffen in de westelijke Indische Oceaan van Pakistan tot Zuid-Afrika en voor de kust van Angola en Congo in de Atlantische Oceaan, en leven uitsluitend in zout water.

## Geslachten
- Centrarchops Fowler, 1923
- Dinoperca Boulenger, 1895